# Rugby a 15
Il rugby a 15 (pron. [ˈrɛɡbi] o [ˈraɡbi]; ingl. rugby union, fr. rugby à XV; tradotto come pallovale e anticamente indicato come giuoco della palla ovale) è uno sport di squadra che costituisce, insieme al rugby a 13 (ingl. rugby league), uno dei due grandi codici regolamentari in cui è diviso il gioco del rugby.
I due regolamenti, così come gli organismi e le federazioni nazionali e internazionali che vi fanno riferimento, sono indipendenti l'uno dall'altro.
Originario dell'Inghilterra, è diffuso nelle Isole britanniche (Inghilterra, Galles, Scozia e Irlanda), in Francia, in Oceania (Australia, Nuova Zelanda, Tonga, Figi, Samoa), in Sudafrica e ha un buon seguito in Italia, dove è praticato fino dai primi anni del XX secolo, in Argentina, dove fu importato dalle famiglie originarie del Regno Unito e, in misura minore ma in qualche modo significativa, in altri Paesi come Spagna, Portogallo, Romania e alcuni Paesi già repubbliche sovietiche (Russia, Ucraina e Georgia su tutte) nonché Giappone, Namibia, Canada, Stati Uniti e Uruguay.

## Storia

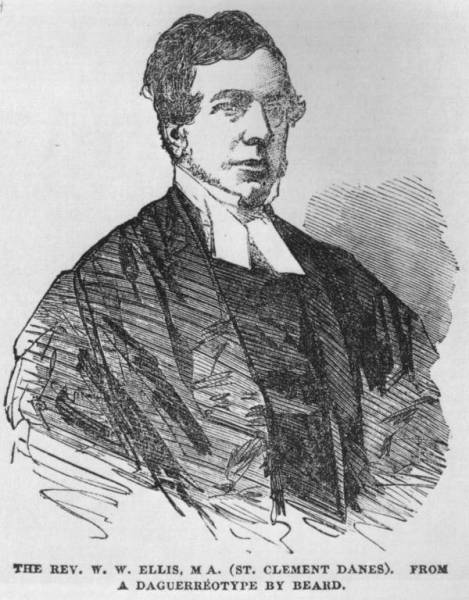
William Webb Ellis

Nell'ottobre del 1863 fu costituita la Football Association con l'intento di unificare le varie forme di gioco con la palla che venivano praticate all'epoca. Durante una serie di sei incontri, tenuti alla Freemason's Tavern di Londra, rappresentanti delle scuole pubbliche e delle università, insieme a un numero di associazioni indipendenti e importanti, si riunirono per stabilire un singolo regolamento del football.
La prima stesura prevedeva caratteristiche che sono ora parte del rugby come il correre in avanti con la palla ed essere caricati, trattenuti, sgambettati, ecc. Queste regole furono gradualmente scartate e fu adottata una variante delle Regole di Cambridge, che tra l'altro prevedevano 11 giocatori.
Si crearono così due fazioni: quella del "Dribbling Game" (ossia del calcio) e quella dell'"Handling Game" (ossia di quello che oggi è il rugby).
Nella riunione finale i rappresentanti del Blackheath e di Rugby ritirarono la loro squadra dall'associazione a causa della rimozione della regola che permetteva hacking ossia calciare un avversario negli stinchi e il divieto di prendere la palla con le mani. Il Blackheath e un numero di altre squadre continuarono a giocare la loro versione di football che poi fu codificata come rugby football.

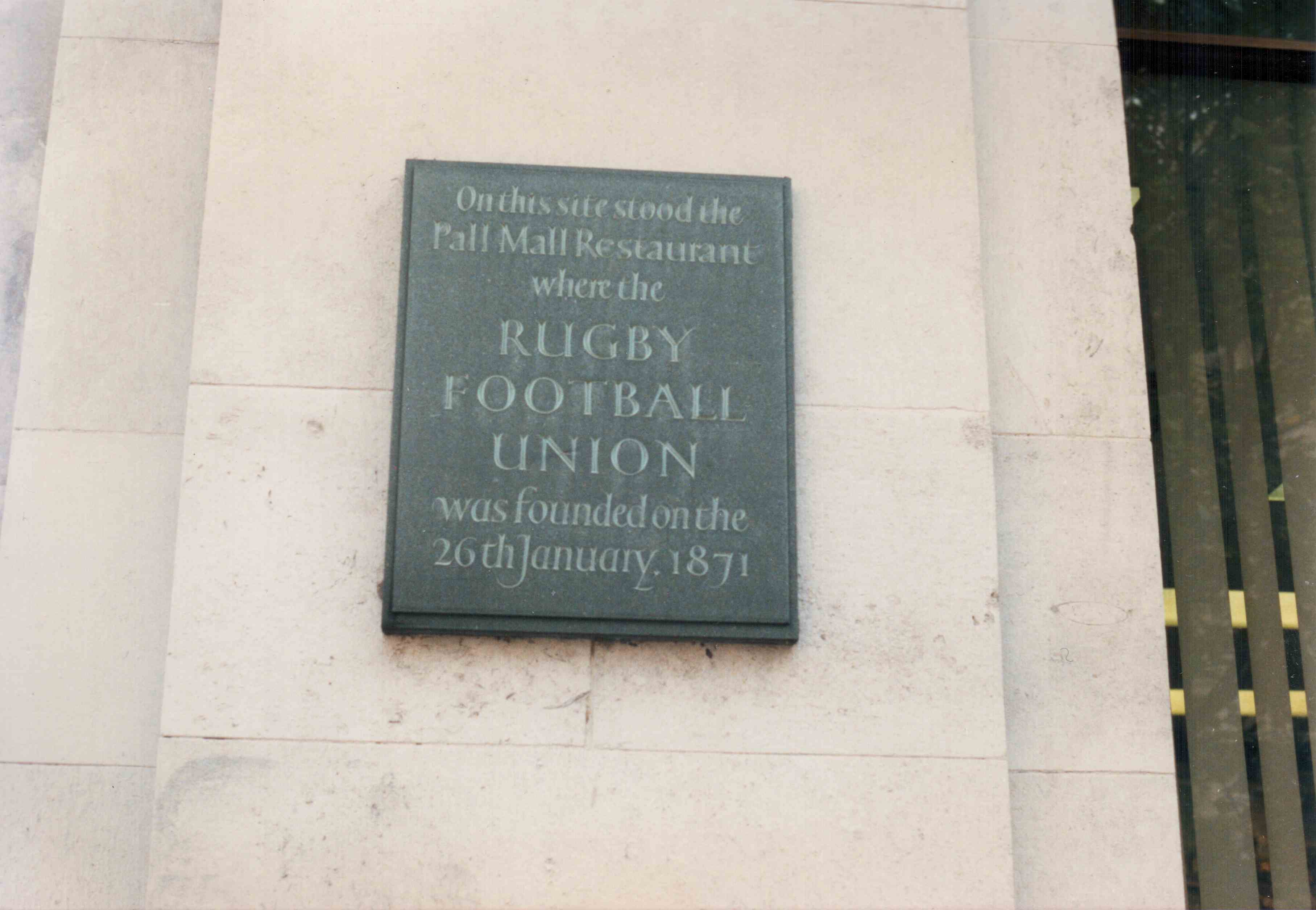
Iscrizione marmorea sul posto ove stava il ristorante Pall Mall di Londra

Il 26 gennaio 1871, durante la riunione dei rappresentanti di squadre importanti nel ristorante Pall Mall di Londra, si formò la Rugby Football Union, che portò all'unificazione del regolamento per tutte quelle squadre inglesi che giocavano una variante delle regole della Rugby School. Il test match tra Scozia e Inghilterra di quell'anno è il più antico confronto tra due nazionali. Nel frattempo l'hacking fu definitivamente messo fuori legge, ma rimasero validi il gioco con le mani e il placcaggio (ma non alle gambe). Sarà proprio la questione dell'hacking a favorire la stesura delle regole finali.
Nel 1877 il numero di giocatori per squadra fu definitivamente ridotto da 20 a 15.
Il 1º gennaio 1886 i delegati delle federazioni storiche del rugby, ovvero Scozia, Galles e Irlanda fondarono la International Rugby Board, l'organismo internazionale che disciplina e regolamenta il rugby union. L'Inghilterra inizialmente non prese parte all'iniziativa, ma vi si unì nel 1890.
Nell'ultimo decennio del XIX secolo prese il via uno scontro di origine culturale e sociale tra i club del nord dell'Inghilterra (composti prevalentemente da lavoratori) e quelli del sud (composti da studenti e aristocratici) sulla natura amatoriale o professionistica del gioco: i rappresentanti dei club settentrionali rivendicavano il diritto al compenso per le partite disputate sacrificando il lavoro, richiesta ritenuta oltraggiosa e molto poco nobile dalla RFU, per la quale il rugby doveva essere un'attività puramente amatoriale (e tale rimarrà fino al 1995); per questo, il 29 agosto 1895 ventuno club si separarono dalla RFU e s'incontrarono al George Hotel di Huddersfield, formando la Northern Rugby Football Union con il suo insieme di regole, che sarebbe in seguito diventata la Rugby Football League (RFL).

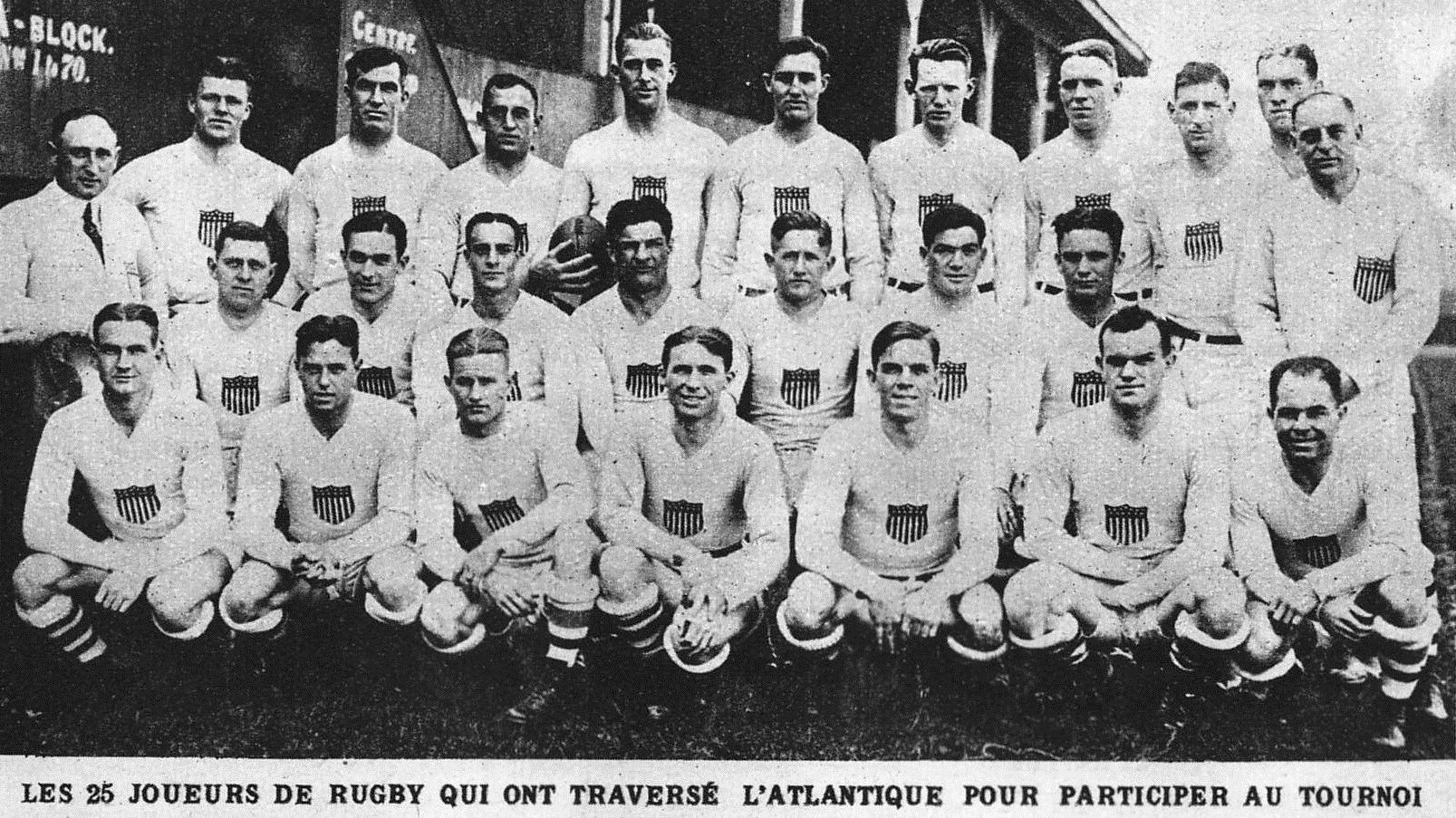
Nazionale USA campione olimpica 1924

Il rugby union fece parte del programma olimpico fino al 1924. Le nazionali vincitrici del titolo olimpico sono quelle di Francia nel 1900 (v. Rugby a 15 ai Giochi della VII Olimpiade), di Australia nel 1908, di Stati Uniti nel 1920 e 1924. Dal 2016 è tornato ai Giochi, ma nella versione ridotta a sette giocatori (Rugby Seven), amministrata sempre dalla World Rugby.
La Federazione Italiana Rugby (FIR) si costituì il 28 settembre 1928 e nel 1929 organizzò il primo campionato italiano ufficiale di rugby.

### La leggenda

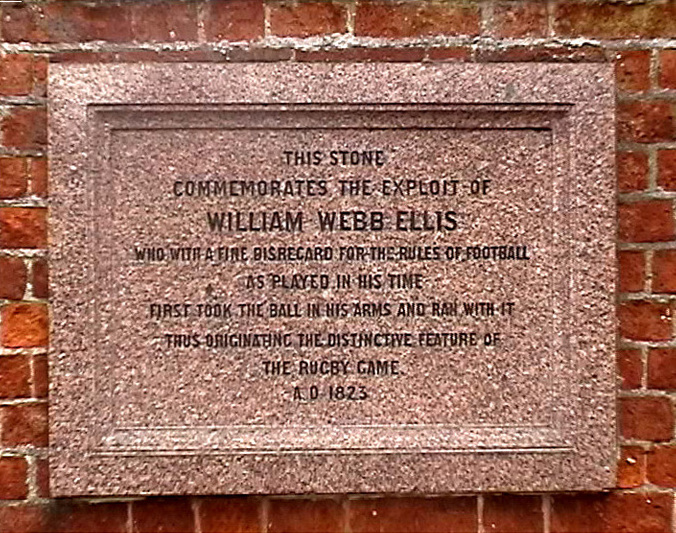
Targa commemorativa nella Rugby School

Sebbene sia spesso ritenuto erroneamente uno sport brutale, il rugby deve le sue origini a una delle più aristocratiche scuole britanniche (quella di Rugby appunto, che gli ha dato il nome).
Secondo la leggenda, nel 1823 il giovane studente William Webb Ellis, durante una partita a calcio giocata secondo uno dei tanti regolamenti allora in circolazione in Inghilterra, afferrò il pallone con le mani e, anziché calciarlo come previsto, cominciò a correre verso l'opposta linea di fondo. Gli sport allora non erano ancora dotati di regole codificate e molte varianti prevedevano che la palla potesse essere portata in mano (la principale differenza riguardava l'utilizzo delle mani - Handling game, contrapposto al Dribbling game), quindi di per sé la corsa di Webb Ellis non fu una vera e propria novità ma, anzi, una consuetudine ampiamente diffusa.
La storia di Webb Ellis cominciò a circolare nel 1876, quattro anni dopo la sua morte, a opera di Matthew Bloxam (un ex studente della Rugby School) che confessò al giornale della scuola di avere appreso, da fonte anonima, che fu proprio Ellis in quell'occasione a stabilire il passaggio da un football giocato con i piedi a uno giocato con le mani. Anche se le indagini successive provarono che nella stessa scuola di Rugby si praticava più di uno sport in cui era permesso l'uso delle mani e che le regole del football variavano di anno in anno, William Webb Ellis è entrato nel mito, passando alla storia come l'ideatore del Rugby Football. Ancora oggi il trofeo della coppa del mondo di rugby è intestato a Webb Ellis e una targa alla Rugby School commemora il suo famoso quanto contestato gesto atletico. Comunque sia, tutti i testi di storia del rugby citano il celebre studente pur specificando i dubbi riguardo certe interpretazioni di quanto realmente avvenne.

### Le prime società
Le prime società o associazioni che fondarono la Rugby Football Union furono ventidue:
- Blackheath R.C.
- Richmond F.C.
- Ravenscourt Park
- West Kent
- Marlborough Nomads
- Wimbledon Hornets
- Gipsies
- Civil Service
- Law Club
- Wellington College
- Guy's Hospital
- Flamingoes
- Clapham Rovers
- Harlequin Football Club
- King's College
- St Paul's
- Queen's House
- Lausanne
- Addison
- Mohicans
- Belsize Park

## Descrizione

### Regolamento

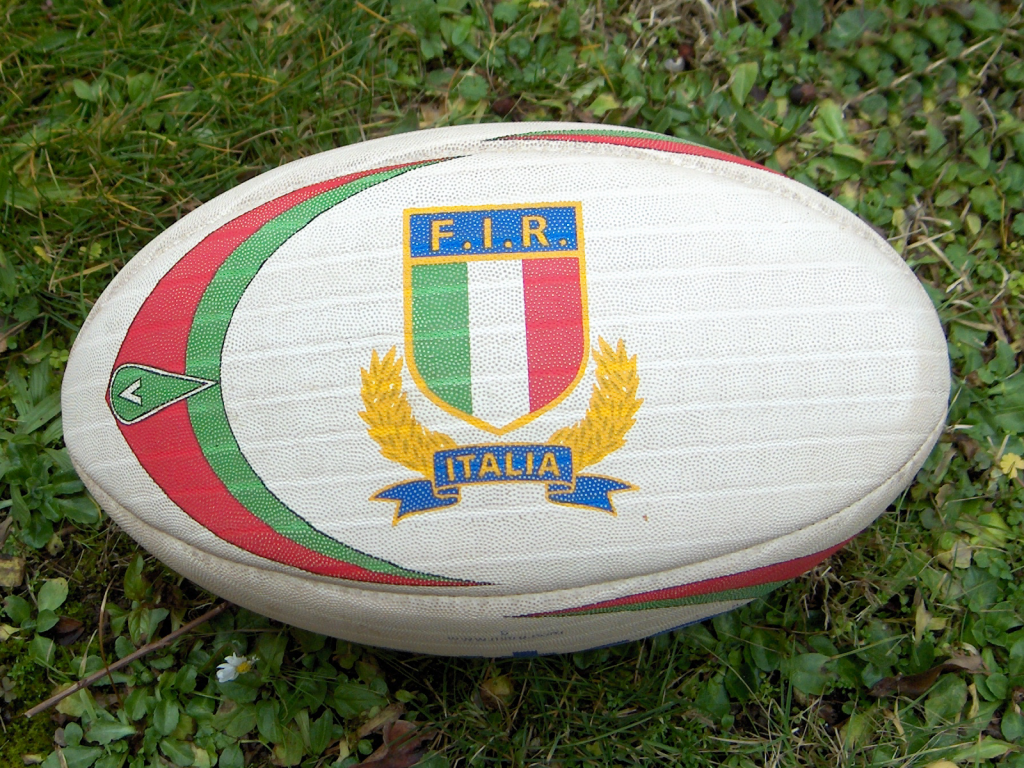
Pallone della nazionale italiana

Quelle qui elencate sono solo le regole principali del rugby a 15.
- Dimensioni del campo:
  - minimo: 68 × 106 m (di cui 94 senza contare le aree di meta)
  - massimo: 70 × 144 m (di cui 100 senza contare le aree di meta)
- Al centro del campo si trova la linea di metà campo, a dieci metri da questa, da entrambi i lati si trova la linea tratteggiata dei dieci metri; a ventidue metri dalla linea di meta si trova la linea dei ventidue metri. A 5 metri dalla linea del fallo laterale ai lati del campo si trova la linea dei cinque metri, così come in prossimità dell'area di meta. A 15 metri dalla linea del fallo laterale ai lati del campo si trova la linea dei quindici metri. L'area di meta è delimitata dalla linea di meta e dalla linea di pallone morto.
- Dimensioni della porta:
  - I pali della porta, piazzati al centro della linea di meta, sono 2 montanti rotondi di oltre 4 metri di altezza, da considerarsi prolungantisi all'infinito; essi distano tra loro 5,6 metri e sono uniti da una barra orizzontale il cui filo superiore è a 3 metri dal terreno.
- La palla deve avere forma ovale (in geometria è detta sferoide prolato[7]) e le seguenti dimensioni ottimali:
  - Lunghezza: 28-30 centimetri
  - Circonferenza sull'asse maggiore: 74-77 centimetri
  - Circonferenza sull'asse minore: 58-62 centimetri
  - Peso: 410-460 grammi
- La durata di una partita è di 80 minuti, divisi in due tempi uguali da 40: si considera il tempo effettivo senza recupero (salvo eccezioni particolari). Il termine di entrambi i tempi viene decretato dall'uscita del pallone, da una meta o da una mischia. Originariamente, l'intervallo era decretato a pura scelta dell'arbitro; attualmente, l'arbitro concede 10 minuti di riposo.
- Ogni squadra può schierare fino a quindici giocatori più otto riserve: non ci sono numeri fissi e va rispettata la numerazione 1-22, in particolare 1-3 per i piloni, 2 per il tallonatore, 4-5 per le seconde linee, 6-7 per i flanker, 8 per la terza linea centro, 9-10 per i mediani, di mischia e di apertura, 12-13 per i centri, 11-14 per le ali, 15 l'estremo.
  - Un rimpiazzo è un giocatore che rileva in campo un compagno infortunatosi.
  - Un sostituto è un giocatore che rileva in campo un compagno per motivi tecnico-tattici.
  - Un giocatore con ferita sanguinante deve essere rimpiazzato e se nell'arco di 15' di gioco effettivo è in grado di rientrare nuovamente in campo può riprendere il posto del rimpiazzo momentaneo. In caso contrario il rimpiazzo diviene definitivo.
- In campo vi devono essere un arbitro e due giudici di linea, in caso di partite di un certo rilievo può essere presente anche il "TMO" (Television Match Officer) che ha il compito, esclusivamente su richiesta dell'arbitro, di fornire i replay dell'episodio incriminato e di consultarsi con lui e con i giudici di linea. Le valutazioni con il TMO possono riguardare la regolarità di una meta, la sua effettiva marcatura, un fallo e la sua gravità o qualunque altra situazione dubbia. In caso di meta dubbia, l'arbitro deve comunicare il suo pensiero prima di vedere i replay, ed in assenza di evidenza video che dimostra l'opposto, conta la decisione annunciata. In caso di fallo, se ha intenzione di assegnare un cartellino - rosso o giallo - può annunciarlo al TMO e poi dovrà comunicarlo di persona al giocatore che lo subisce.
- Il giudizio dell'arbitro è insindacabile e questi, in seguito a eventuali proteste scaturite dalle sue decisioni, può fare avanzare la battuta di un calcio di punizione o una mischia di 10 metri.
- Il passaggio può avvenire con le mani (solo all'indietro o di lato), oppure con i piedi (anche in avanti - a patto che il "ricettore" del pallone sia il calciatore stesso o un compagno partito dietro di lui al momento o dopo il calcio stesso -, in gergo "calcetto" - "grubber" - se rasoterra o "up and under" se a campanile).
- Il placcaggio è concesso solamente sul giocatore che ha la palla ed è concesso dalla linea delle spalle ai piedi, altrimenti è fallo.
  - Se il placcatore tende a "ribaltare" il placcato sollevandolo completamente da terra, deve necessariamente accompagnarlo nella caduta, questa costrizione è stata recentemente inserita nel regolamento, infatti in passato non era un'operazione obbligata.
  - I giocatori che non hanno il possesso della palla non devono subire ostruzioni di alcun tipo.
- Quando un giocatore è placcato e ha almeno un ginocchio a contatto con il terreno o è seduto o è sopra un altro giocatore a contatto con il terreno deve necessariamente, a scelta:
  - passare la palla
  - lasciare la palla
  - spostarsi dalla palla
  - segnare una meta (nel caso il placcaggio sia avvenuto in prossimità della linea di meta)
- Se la squadra che subisce un fallo mantiene il possesso del pallone e riesce comunque a rimanere in una situazione di gioco positiva, è concesso dall'arbitro il "vantaggio", ovvero il fallo non viene fischiato e la formazione può proseguire l'azione; qualora, nel prosieguo di questa azione, detta squadra non riuscisse a conseguire un vantaggio vero e proprio, l'arbitro tornerebbe sul punto della prima infrazione prendendo una decisione (calcio di punizione, mischia) in favore della squadra che ha subito il fallo.

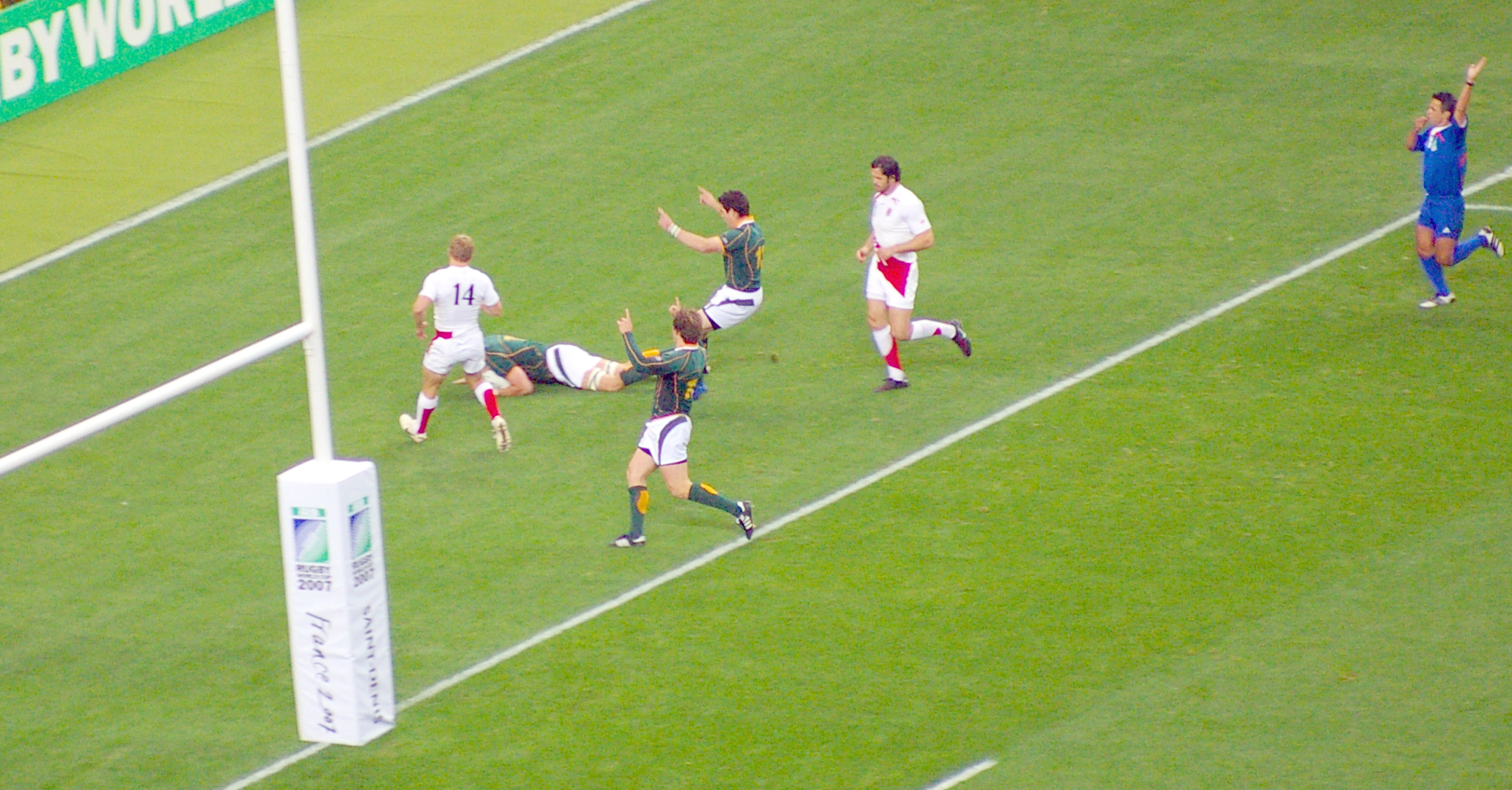
Realizzazione di una meta

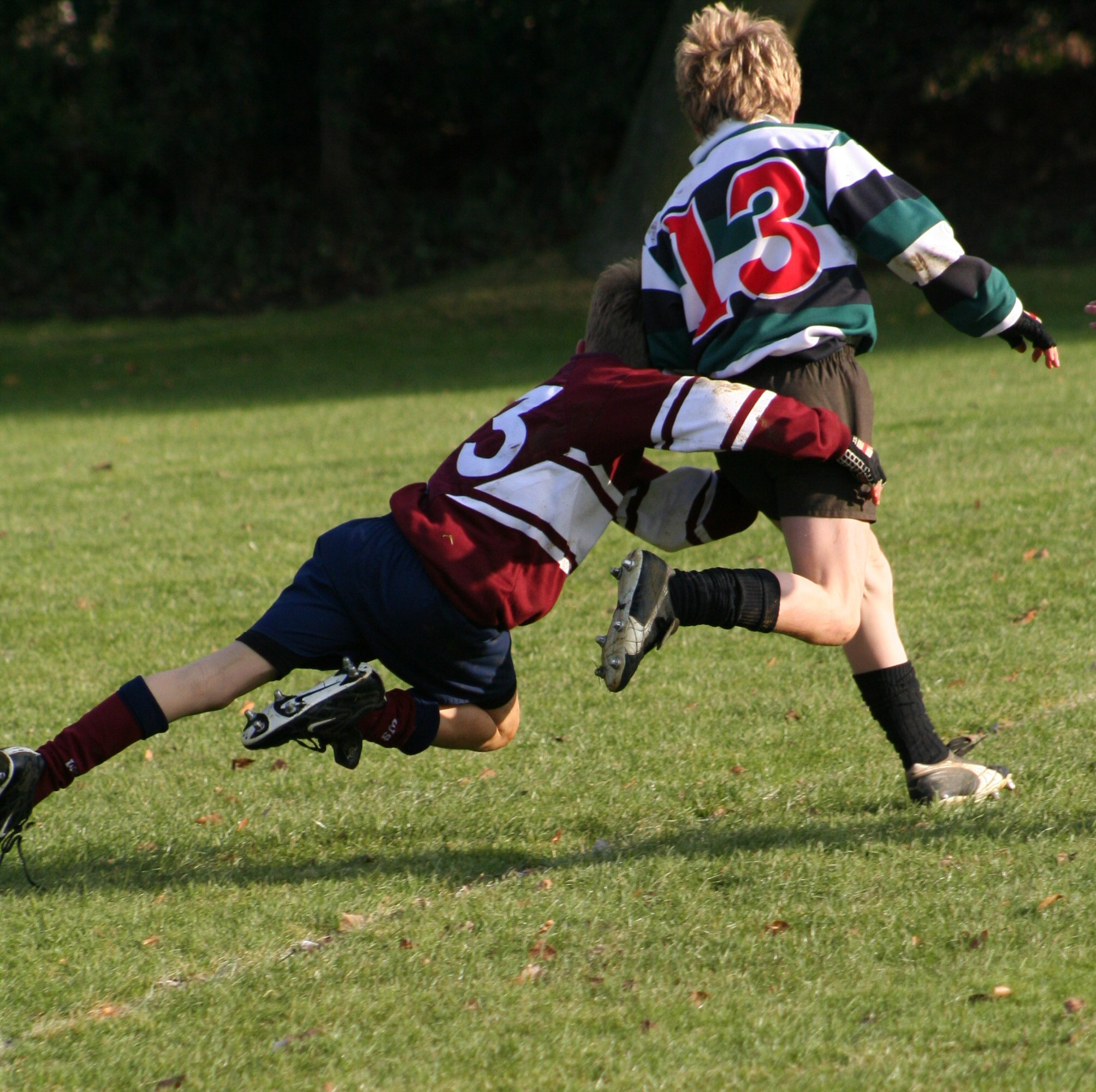
Realizzazione di un placcaggio

- Quando viene commessa un'infrazione di minore importanza (per esempio un "in avanti" involontario), nello stesso punto viene giocata la "mischia ordinata".
  - La mischia ordinata viene composta da elementi di entrambe le squadre: minimo cinque giocatori per formazione, di cui tre in prima linea (i due piloni e il tallonatore), contrapposti in due gruppi.
  - I due "pacchetti di mischia" devono essere divisi da una linea parallela a quella di meta.
  - La testa e le spalle dei giocatori in mischia devono essere al di sopra della linea dei fianchi.
  - Il giocatore in prima linea (a contatto con gli avversari) non deve avere la testa vicina a quella di un suo compagno di squadra (le due parti si incastrano).
  - Immediatamente dopo l'ingaggio, cioè dopo che le prime linee sono venute a contatto, il mediano di mischia della squadra con diritto di introduzione (chi non ha commesso infrazione) introdurrà la palla nel verso orizzontale con entrambe le mani e in un unico movimento al centro del corridoio formato dalle prime linee. La mischia non deve girare più di 90°, nel caso ciò succeda verrà ripetuta.
  - Quando la palla è nel corridoio può essere tallonata, cioè ogni giocatore di prima linea può attirarla con i piedi dalla sua parte, normalmente tale azione è svolta dal tallonatore di una delle due squadre (i piloni sono impegnati a reggere la spinta). Il tallonatore, infatti, come suggerisce la parola, ha il compito nella mischia di portare la palla verso la sua squadra, contrariamente a quanto si pensi non lo fa con i talloni ma con un movimento a rotazione del piede destro che "uncina" il pallone. Gli unici giocatori di una mischia che si possono staccare sono le terze linee, lo possono fare, con palla persa, solamente quando il pallone è uscito dalla mischia o, in attacco, raccogliendo tra i propri piedi la palla vinta.
  - Dal 2007 l'International Rugby Board modifica più volte le regole della mischia. Inizialmente introduce quattro tempi: crouch, touch, pause... engage! (bassi, tocco, pausa... via!). Dal 2012 i tempi diventano 3: crouch, touch, set! (bassi, tocco, via!). Infine dal 2013 cambiano i tempi di ingaggio, e solo dopo che l'arbitro comanda Ok, 9! (sì, 9!) oppure fa un cenno al mediano, si può introdurre l'ovale.
- La palla da una mischia non può essere raccolta se esce dal tunnel di inserimento, se questo dovesse accadere l'arbitro decreta una ripetizione della mischia oppure il cambio di possesso di palla per inserire il pallone o una touche.
- Viene commesso un "in avanti" quando il pallone sfugge alla presa di un giocatore e questi non riesca a recuperarlo prima che raggiunga terra cadendo dinnanzi a lui. Viene altresì commesso un "passaggio in avanti" quando un passaggio effettuato con le mani raggiunge un compagno di squadra che si trova oltre la linea del pallone. Un "in avanti" viene sanzionato con una mischia se involontario o con un calcio di punizione quando effettuato volontariamente.
- La rimessa laterale o touche si effettua con i pacchetti di mischia delle due squadre schierati (tutti o in parte) in fila fianco a fianco, separati dalla linea immaginaria dell'uscita della palla. I giocatori che compongono la fila si devono collocare tra la linea dei cinque metri e quella dei quindici metri, posti tra loro a una distanza di un metro. I restanti giocatori devono tenersi lungo le parallele immaginarie tirate a minimo dieci metri dallo schieramento di touche.
- La touche si effettua dal punto in cui la palla è uscita dal campo, tranne nel caso in cui la palla sia uscita dopo essere stata calciata, da un punto del campo oltre la propria linea dei 22 metri, "direttamente fuori", cioè senza avere toccato terra nel campo di gioco prima di uscire. In questo caso la touche sarà eseguita all'altezza del punto dal quale è stato calciato il pallone.
- È possibile effettuare anche la "touche veloce" ossia giocare la rimessa senza aspettare lo schieramento degli avversari. Ciò è possibile se la palla non ha toccato elementi estranei al gioco (spettatori, cartelloni pubblicitari), e non si è ancora formato l'allineamento della touche. La palla deve essere rimessa in gioco stando con i piedi fuori dalla linea di bordo campo, non sopravanzando il punto di uscita del pallone indicato dal giudice di linea e passandola o a un compagno che sta oltre la linea dei cinque metri senza commettere "passaggio in avanti", oppure (più raramente) a se stessi lanciandola in aria e riprendendola oltre cinque metri.
- Le infrazioni più gravi, come l'antigioco e il fuorigioco, sono punite con un calcio di punizione.
- I falli di antigioco sono tutte le infrazioni che tendono a "uccidere" il gioco e quelle che mettono in pericolo l'incolumità dell'avversario, sono punite con il cartellino giallo (espulsione per 10') o rosso (espulsione definitiva).
- Il "fuorigioco" viene fischiato quando un giocatore, trovandosi al di là della parallela immaginaria alla linea di meta passante per il pallone, partecipa in qualsiasi modo all'azione.
- La "punizione" può essere calciata da qualsiasi giocatore della squadra che ha subito il fallo, e sono possibili 4 scelte: calcio tra i pali, calcio in touche, mischia ordinata, ripartenza di un'azione.
  - Chi calcia la palla lo può fare in qualsiasi direzione e giocare la palla di nuovo.
  - Se si calcia in touche la rimessa sarà eseguita, dalla squadra che ha calciato la punizione, sempre dal punto in cui il pallone è uscito, indipendente dal punto in cui è stata calciata la punizione.
  - Il calcio tra i pali va comunicato all'arbitro, che indicherà tale scelta mimando la porta. Se il calcio riesce, cioè la palla passa in mezzo ai pali e sopra la barra orizzontale, la squadra che ha ottenuto la punizione guadagna 3 punti.
  - I compagni di squadra devono rimanere dietro la palla fino a quando questa non viene calciata. Gli avversari devono tenersi lungo la parallela immaginaria tirata a minimo 10 metri da dove viene battuta la punizione.
- La meta vale 5 punti: è valida solamente se la palla viene schiacciata a terra nell'area di meta della squadra avversaria. Se la palla viene schiacciata nella propria area di meta essa si definisce "annullata" e comporta una mischia ordinata a cinque metri.
- La "meta tecnica" ("Penality Try") (inizialmente 5 punti, dal 2017, 7 punti) viene assegnata, su decisione dell'arbitro, se la squadra che è in difesa commette un fallo senza il quale evidentemente una meta sarebbe stata segnata.
- Dopo la meta, perpendicolarmente al punto nel quale la palla ha toccato il terreno, si calcia la "trasformazione", simile al calcio di punizione tra i pali e sopra la traversa orizzontale, ma del valore di 2 punti. La distanza è a scelta libera.
- Quando si calcia in mezzo ai pali o si tenta la trasformazione, il pallone può essere posizionato su un apposito supporto detto "piazzola". In passato si usava portare al calciatore una piccola quantità di sabbia su cui piazzare il pallone o più spesso il calciatore stesso usava la terra del campo per formare una piccola elevazione.
- Il "drop" o "calcio di rimbalzo" è un particolare calcio in cui un giocatore, da qualsiasi posizione del campo, dopo avere fatto rimbalzare per terra il pallone, lo calcia in mezzo ai pali e sopra la sbarra orizzontale della porta della squadra avversaria. Vale tre punti (come la punizione). Se il "drop" viene effettuato come calcio di inizio, di ripresa del gioco dopo una segnatura oppure dopo un "mark", anche se la palla passa tra i pali e sopra la sbarra della porta non viene attribuito alcun punto alla squadra che ha effettuato il calcio.
- Il "mark" consiste nel raccogliere al volo nei propri 22 metri la palla calciata dall'avversario. Dà diritto a un calcio libero con gli avversari a dieci metri da effettuare sul punto. Deve essere "chiamato" urlando "mark!" al momento della presa ed effettuato sul punto dal giocatore che lo ha chiamato. In origine si poteva chiamare il "mark" in qualunque zona del campo e, fino al 1977, si poteva calciare verso la porta per ottenere punti. In realtà questo avveniva molto raramente soprattutto perché tra il momento del mark e il calcio verso la porta il giocatore poteva essere attaccato dagli avversari che venendogli incontro potevano intercettare la palla ribaltando la situazione di attacco.

### Dimensioni del campo da gioco
Il recinto di gioco è composto dal campo di gioco e dalle aree di meta.
Il campo di gioco non deve mai eccedere i 100 metri in lunghezza tra le linee di meta e i 70 metri in larghezza. Oltre la linea di meta c'è l'area di meta, che deve essere tra i dieci e i 22 metri di lunghezza, portando la lunghezza totale del campo a un massimo di 144 metri. La lunghezza e la larghezza dell'area di gioco devono essere il più possibile vicine alle dimensioni indicate.
Il campo di gioco è diviso in due dalla linea (continua) di metà campo, in ciascuna metà campo sono tracciate altre linee parallele alla linea di metà campo:
- la linea dei 10 metri rispetto a quella di metà campo
- la linea dei 22 metri (continua) rispetto a quella di meta
- la linea dei 5 metri (tratteggiata) rispetto a quella di meta.
- la linea di meta (continua)
- la linea del pallone morto, che indica la fine del recinto di gioco

Le porte, a forma di "hh" si trovano al centro delle linee di meta. La distanza tra i due pali delle porte, di 9,4 metri come altezza minima, deve essere di 5,6 metri. I due pali sono uniti tra di loro da una barra trasversale, il lato superiore di tale barra deve essere a 3 metri dal terreno.

### Ruoli dei giocatori e schieramento in campo

Giocatori schierati delle nazionali australiana e neozelandese nella finale di Coppa del Mondo di rugby 2015

Gli otto giocatori che costituiscono prima, seconda e terza linea sono definiti avanti: gli avanti sono quelli che si contendono le mischie e le rimesse laterali. La mischia può essere chiusa o aperta: a una mischia chiusa partecipano minimo cinque giocatori per parte e minimo altri cinque stanno vicino sin quando avviene l'apertura del gioco mentre a una mischia aperta (ruck) partecipano uno o più giocatori in piedi a diretto contatto con l'avversario quando il pallone è a terra. Nello schieramento in campo, dietro gli avanti stanno i due mediani, dietro i mediani stanno quattro trequarti e dietro i trequarti c'è un estremo. L'utility back è un particolare giocatore in grado di potere ricoprire diversi ruoli da trequarti. Gli atleti di tutti i ruoli, nelle scuole di tecnica per principianti, imparano a eseguire l'azione fondamentale ossia il placcaggio. Durante una partita sono permesse otto sostituzioni per squadra.
Nel rugby union, la tipologia del gioco più diffusa nel mondo, i ruoli dei giocatori e la loro disposizione in campo sono i seguenti (termini in inglese e italiano):
1. Loosehead Prop - Pilone sinistro
2. Hooker - Tallonatore
3. Tighthead Prop - Pilone destro
4. Lock (2nd row) - Seconda linea
5. Lock (2nd row) - Seconda linea
6. Blindside flanker - Terza linea ala chiusa (flanker chiuso)
7. Openside flanker - Terza linea ala aperta (flanker aperto)
8. Number 8 - Terza linea centro
9. Scrum-half - Mediano di mischia
10. Fly-half - Mediano d'apertura
11. Left wing - Tre quarti ala sinistra
12. Inside center - Tre quarti centro interno
13. Outside center - Tre quarti centro esterno
14. Right wing - Tre quarti ala destra
15. Fullback - Estremo

## Sistema di punteggio
Ogni meta realizzata vale cinque punti. Una meta si realizza depositando con una mano o le mani il pallone nell'area di meta avversaria direttamente. Vale anche premere a terra il pallone con la parte anteriore del torso.
La squadra che ha realizzato una meta ha diritto a un calcio di conversione o trasformazione che vale due punti: il calcio si effettua dalla posizione perpendicolare al punto di realizzazione della meta con lo scopo di fare superare al pallone la sbarra trasversale della porta. Altri tipi di calci sono quelli di punizione e di rimbalzo che se realizzati danno diritto a tre punti. Il calcio di punizione come quello di conversione viene definito piazzato in quanto il pallone è fermo sul campo invece il calcio di rimbalzo avviene durante un'azione di gioco dopo avere fatto rimbalzare il pallone sul campo.

### Modifiche nel calcolo di punteggio
Nel corso della sua storia il rugby ha cambiato spesso la valutazione dei punteggi, e per un certo periodo (sino al 1893) essa variava anche a seconda del paese.
Inizialmente contavano solo le trasformazioni e i drop, che valevano 1 punto chiamato "goal", mentre la meta non valeva alcun punto (in effetti il termine "try" usato in inglese, significava proprio che dava il diritto a "provare" il calcio di trasformazione). Non si potevano tentare calci a punto sulle punizioni, ciò fu permesso solo dal 1893. Tra il 1888 e il 1977 era possibile tentare di "trovare una porta" con il "calcio da mark" (effettuato con la tecnica del drop). Si ha diritto a calciare dopo avere raccolto al volo la palla dopo un calcio (up-and-under) avversario. Oggi si può fare solo raccogliendo la palla nei propri 22 metri e dal 1977 non si può calciare in porta.
I punti furono introdotti, almeno in Inghilterra, nel 1886: si evolveranno nel tempo anche per l'introduzione del calcio da mark (palla presa al volo) (introdotto nel 1891 - abrogato come possibilità di finalizzazione di punti nel 1977). L'evoluzione almeno per la RFU inglese sarà la seguente:
| Anno | Meta | Trasf. | Drop | Punizione    | Mark          |
| ---- | ---- | ------ | ---- | ------------ | ------------- |
| 1886 | 1    | 2      | 2    | non prevista | non previsto  |
| 1888 | 1    | 2      | 2    | non prevista | 4             |
| 1891 | 2    | 3      | 4    | non prevista | 4             |
| 1893 | 3    | 2      | 4    | 3            | 4             |
| 1905 | 3    | 2      | 4    | 3            | 3             |
| 1947 | 3    | 2      | 3    | 3            | 3             |
| 1971 | 4    | 2      | 3    | 3            | 3             |
| 1977 | 4    | 2      | 3    | 3            | non possibile |
| 1992 | 5    | 2      | 3    | 3            | 0             |

## Tornei maggiori

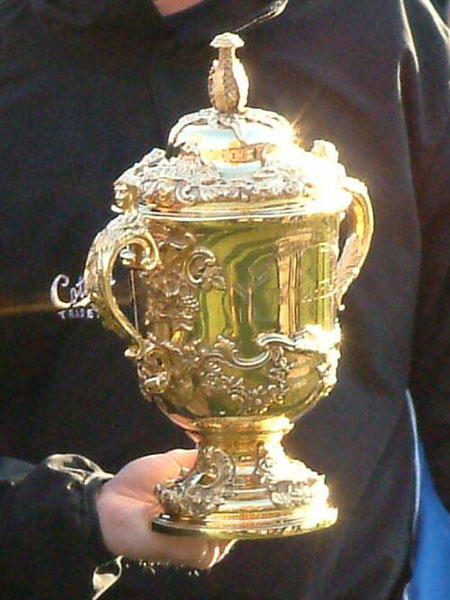
La coppa Ellis custodita dalla nazionale campione mondiale

Accanto alla Coppa del Mondo di rugby, disputata ogni quattro anni, vengono giocati annualmente due prestigiosi tornei, il "Sei Nazioni" e il "Rugby Championship", rispettivamente svolti nell'emisfero boreale e in quello australe.

### Sei Nazioni
Il torneo più famoso prima della nascita della "Coppa del mondo" e del "Tri-nations" era il Cinque Nazioni (Five Nations).
Dopo l'ammissione, attorno al 1880, di Galles e Irlanda alle sfide con Scozia e Inghilterra, si cominciò a stilare una classifica annuale tra queste quattro squadre, classifica che rimase ufficiosa sino al 1894. Nel 1910 venne ammessa anche la Francia, squalificata dal 1931 al 1946, per motivi legati al professionismo e alla disciplina di gioco. In seguito questo torneo ha cambiato nome in quanto nel 2000 è stata ammessa un'altra nazione, l'Italia, e quindi oggi è chiamato il Sei Nazioni (Six Nations). Il torneo si è svolto regolarmente salvo durante le guerre mondiali e nel 1972, quando vennero annullate le partite interne dell'Irlanda per la situazione politica in Irlanda del Nord.
Nel corso di questo torneo alcune sfide possono determinare anche l'assegnazione di alcuni titoli secondari, alcuni dei quali simbolici e non riportati in alcun albo d'oro ufficiale, ma comunque considerati da giocatori e tifosi di grande rilevanza.
- La squadra che riesce a vincere tutte le cinque partite si dice avere realizzato il Grande Slam.
- La squadra appartenente a una delle quattro federazioni britanniche che riesce a vincere le sfide contro le altre tre, realizza la Triple Crown.
- In palio negli incontri tra le squadre di Inghilterra e Scozia c'è la Calcutta Cup.
- La vincente dell'incontro tra Inghilterra e Irlanda vince il Millennium Trophy.
- La vincente dell'incontro tra Irlanda e Scozia vince il Centenary Quaich.
- Dal 2007 è stato istituito un nuovo titolo secondario, il Trofeo Giuseppe Garibaldi, assegnato ogni anno alla vincente della partita fra Italia e Francia, le due formazioni di scuola latina del torneo. Il trofeo è stato realizzato da Jean-Pierre Rives, grande ex rugbista francese ora scultore.
- Dal 2018 è stato istituito un ulteriore titolo secondario, l'Auld Alliance Trophy, in palio negli incontri tra le squadre di Francia e Scozia. Il trofeo è in argento ed è stato realizzato dalla Thomas Lyte & Co ed è costituito da una coppa lunga e stretta con dei fiori incisi.
- Dal 2022, la vincente dell'incontro tra Italia e Scozia vince la Cutitta Cup.
- Alla squadra che si classifica ultima nel torneo, a prescindere dalle vittorie ottenute, viene attribuito il simbolico e beffardo Wooden Spoon (Cucchiaio di Legno), che non è un oggetto reale ma si richiama a una tradizione universitaria di Cambridge, in cui gli studenti regalavano ai loro commilitoni che prendevano i voti più bassi agli esami un cucchiaio di legno. Tale oggetto però nel caso del rugby non è mai esistito fisicamente.
- Il caso di una squadra che alla fine del torneo risulti avere collezionato soltanto sconfitte, è invece un risultato negativo denominato nel gergo del 6 Nazioni come Whitewash.

### Rugby Championship
Il corrispettivo del Sei Nazioni al di sotto dell'equatore è il Rugby Championship: una competizione simile nel modello a quella europea, nata come Tri Nations nel 1996, disputata fino al 2012 da tre nazionali (da cui il nome) di rugby che sono anche tra le più celebri e forti al mondo ossia quella neozelandese, quella sudafricana e quella australiana. Con l'ammissione dell'Argentina il torneo ha assunto il nome "The Rugby Championship".

### Altri tornei per nazioni
Riprendendo un tentativo simile effettuato tra il 1998 e il 2001, si disputa dal 2006 il "IRB Pacific Nations Cup" (o "Sei Nazioni del Pacifico") con le selezioni maggiori di Giappone, Samoa, Figi, Tonga e, dal 2013, Canada e Stati Uniti. Dal 2006 al 2009 ha partecipato la seconda squadra (Junior All Blacks) della Nuova Zelanda, peraltro dominando sempre il torneo, e a essa nel 2007 e nel 2008 si è aggiunta anche la nazionale "A" (emergenti) australiana. All'interno di questo torneo le sfide tra Figi, Samoa e Tonga danno origine al "Pacific Tri-Nations" che si disputa dal 1982.
Esistono campionati continentali in Sudamerica (dominato dal 1951 dall'Argentina), Africa, Asia (dominato dal Giappone). Saltuariamente si disputano anche la "Oceania Cup" e il "Campionato dei Caraibi".
In Europa esiste un Campionato europeo per nazioni, strutturato su 7 "Divisioni" con un meccanismo di promozioni e retrocessioni e non vede la partecipazione delle nazionali impegnate nel Sei Nazioni. Era chiamata dagli anglosassoni con il termine improprio di "Sei Nazioni B".
Nella sua precedente forma (Coppa Fira o Coppa Europa), disputata sino al 1997, vedeva la partecipazione della Francia (che però schierava quasi sempre squadre minori) e dell'Italia che lo vinse proprio nel 1997, battendo i transalpini (che schierarono parte della formazione che sei giorni prima aveva vinto il 5 nazioni facendo il grande slam) a Grenoble. In questo trofeo, la Romania, tradizionale dominatrice, è ultimamente incalzata da Georgia e dal Portogallo.
Questo trofeo serve anche a determinare le posizioni delle squadre nel caso siano previste le qualificazioni mondiali; in tal caso queste squadre entrano in gioco tardi rispetto ad altre europee. Inoltre, l'ultima classificata retrocede nella divisione inferiore.

### Contesto italiano per club
Nel contesto italiano il campionato di vertice è la Serie A Élite, a cui partecipano attualmente 9 squadre. Tra esse, le compagini che negli ultimi tempi hanno sempre lottato per il titolo nazionale sono: Valorugby Emilia (Reggio Emilia), Rugby Calvisano (Provincia di Brescia), Petrarca Rugby (Padova), Rugby Rovigo e Rugby Viadana (Provincia di Mantova). Tuttavia la "fuga" dei nazionali verso Francia e Inghilterra sta impoverendo il livello tecnico delle squadre.
Le due squadre italiane più importanti sono però il Benetton Rugby Treviso e le Zebre Rugby di Parma, franchigie professionistiche militanti nello United Rugby Championship (campionato interconfederale a cui partecipano anche club gallesi, scozzesi, irlandesi e sudafricani).

## Statistiche internazionali
Liste dei giocatori con le migliori statistiche. In grassetto i giocatori ancora in attività.

### Maggior numero di presenze
I dati sono aggiornati al 5 dicembre 2020.
| Giocatore | Giocatore        | Anni      | Squadre               | Squadre       | Presenze |
| --------- | ---------------- | --------- | --------------------- | ------------- | -------- |
| 1         | Alun Wyn Jones   | 2006-     | Galles British Lions  | 143 9         | 152      |
| 2         | Richie McCaw     | 2001-2015 | Nuova Zelanda         | Nuova Zelanda | 148      |
| 3         | Sergio Parisse   | 2002-2019 | Italia                | Italia        | 142      |
| 4         | Brian O'Driscoll | 1999-2014 | Irlanda British Lions | 133 8         | 141      |
| 5         | George Gregan    | 1994-2007 | Australia             | Australia     | 139      |
| 6         | Gethin Jenkins   | 2002-2016 | Galles British Lions  | 129 5         | 134      |
| 7         | Keven Mealamu    | 2002-2015 | Nuova Zelanda         | Nuova Zelanda | 132      |
| 8         | Ronan O'Gara     | 2000-2013 | Irlanda British Lions | 128 2         | 130      |
| 9         | Stephen Moore    | 2005-2017 | Australia             | Australia     | 129      |
| 10        | Victor Matfield  | 2001-2015 | Sudafrica             | Sudafrica     | 127      |
| 10        | Kieran Read      | 2008-2019 | Nuova Zelanda         | Nuova Zelanda | 127      |

### Migliori realizzatori di punti
I dati sono aggiornati al 31 ottobre 2020.
| Giocatore | Giocatore       | Anni      | Presenze | Punti |
| --------- | --------------- | --------- | -------- | ----- |
| 1         | Dan Carter      | 2003-2015 | 112      | 1.598 |
| 2         | Jonny Wilkinson | 1998-2011 | 97       | 1.246 |
| 3         | Neil Jenkins    | 1990-2003 | 91       | 1.090 |
| 4         | Ronan O'Gara    | 2000-2013 | 130      | 1.083 |
| 5         | Diego Domínguez | 1989-2003 | 76       | 1.010 |
| 6         | Florin Vlaicu   | 2006-     | 124      | 992   |
| 7         | Stephen Jones   | 1998-2011 | 110      | 970   |
| 8         | Andrew Mehrtens | 1995-2004 | 70       | 967   |
| 9         | Owen Farrell    | 2012-     | 88       | 954   |
| 10        | Michael Lynagh  | 1984-1995 | 72       | 911   |

### Migliori realizzatori di mete
I dati sono aggiornati al 31 ottobre 2020.
| Giocatore | Giocatore        | Anni      | Presenze | Mete |
| --------- | ---------------- | --------- | -------- | ---- |
| 1         | Daisuke Ohata    | 1996-2006 | 58       | 69   |
| 2         | Bryan Habana     | 2004-2016 | 124      | 67   |
| 3         | David Campese    | 1982-1996 | 101      | 64   |
| 4         | Shane Williams   | 2000-2011 | 91       | 60   |
| 5         | Hirotoki Onozawa | 2001-2013 | 81       | 55   |
| 6         | Rory Underwood   | 1984-1996 | 91       | 50   |
| 7         | Doug Howlett     | 2000-2007 | 62       | 49   |
| 8         | Brian O'Driscoll | 1999-2014 | 141      | 47   |
| 9         | Christian Cullen | 1996-2002 | 58       | 46   |
| 9         | Joe Rokocoko     | 2003-2010 | 68       | 46   |
| 9         | Julian Savea     | 2012-2017 | 54       | 46   |

## Terzo tempo
Una tradizione importante nel gioco del rugby è il terzo tempo. Al termine della partita i giocatori delle due squadre sono soliti ritrovarsi assieme ai tifosi e a tutti coloro che hanno preso parte allo svolgimento della gara per festeggiare l'incontro appena concluso. La tradizione prevede un banchetto, offerto dalla squadra che ha ospitato l'incontro. L'atmosfera di cordialità nella quale si stemperano le tensioni della partita è uno degli aspetti che più divertono chi vi partecipa e più affascinano chi segue questo sport da un punto di vista esterno.

## Old rugby o Veteran Rugby
L'Old rugby o Veteran Rugby è una categoria di rugby riservata a quei giocatori che abbiano superato il trentacinquesimo anno di età. Simile al rugby a 15, per quanto attiene alle regole generali di gioco, ha tuttavia alcuni accorgimenti in termini di regolamento, che consentono anche a chi non ha più, compatibilmente con l'età, una buona forma fisica, di scendere in campo. Le regole applicate sono quelle dell'International Golden Oldies Rugby.
Dal 2002 è attivo l'European Golden Oldies Rugby (EGOR) che rappresenta il punto di riferimento dei club di veterani di tutta Europa i quali, una volta l'anno e in location sempre diverse, hanno la possibilità di incontrarsi in un grande festival a loro dedicato.
Dal 2010 è altresì attiva l'European Veterans Rugby Association (EVRA), con sede in Heidelberg (Germania), associazione che coordina l'attività degli over 35 in tutta Europa, mentre in Italia il rugby dei non più giovani è particolarmente prolifico in Veneto, dove nel 2014 è nato il CORV (Comitato Old Rugby Veneto) che organizza una sorta di campionato senza classifica.